# 水樹くるみ
水樹 くるみ（みずき くるみ、1997年12月15日 - ）は、日本のAV女優。

## 略歴・人物
香川県出身。2016年8月、SODクリエイトのレーベル「青春時代」から専属女優としてデビュー。
趣味は映画鑑賞・散歩、特技はピアノ。
2017年2月に所属事務所をアトラクティブに移し、「雫 みあ（しずく みあ）」に改名した。

## 出演作品

### アダルトDVD
2016年
- 「私、えっちなオンナになりたいんです」 水樹くるみ 18歳 SOD専属AVデビュー（8月1日、SODクリエイト）
- 「無毛と中出しって気持ちいいですか?」 水樹くるみ 18歳 パイパン・中出し解禁（9月8日、SODクリエイト）
- 「もっと変態っぽいHがしてみたい…」 水樹くるみ 18歳 少女のイケナイ好奇心（10月6日、SODクリエイト）
- 「もう一度、青春してみませんか?」 青春時代一周年記念総集編+未公開撮り下ろし5SEX 2枚組480分（11月23日、SODクリエイト）他出演:涼海みさ、西野希、今宮いずみ、戸田真琴　※未公開撮り下ろしシーンを含む総集編
- こたつの中だからと安心して無防備な格好をしている大人しそうな女の子にこっそりイタズラを。周りに誰かがいて声を出せない状況に、パンツが濡れるほど興奮した彼女はビショビショに濡れたオマ○コを僕に… 3（12月30日、DOC）他出演:森谷すず音、咲坂花恋

2017年
- お母さんが駆け落ちして私だけになりました。 そしてお父さん、お兄ちゃんとむちゃくちゃセックスした。（1月25日、h.m.p DORAMA）
- 杉崎春 AV DEBUT 私のイケメンどS執事 お嬢様、エッチなお仕置きの時間です（2月2日、GIRL'S CH）他出演:羽鳥みか、辻井ゆう、希咲良
- 食い込み水着でマ○コが擦れ何度もクリイキ失禁してしまう敏感早漏キャバ嬢（2月3日、DOC）他出演:推川ゆうり、宮瀬ゆりえ
- 過激なオプションで大人気。 予約の取れない添い寝リフレ。 2（2月13日、ミニマム）共演:栄川乃亜、姫川ゆうな、矢澤美々
- 募集ちゃんTV×PRESTIGE PREMIUM 28（2月17日、プレステージ）他出演:森はるら、あゆみ翼、青葉優香
- 無防備な学園（3月24日、TMA）共演:浅田結梨、跡美しゅり、いろはめる、葉山めい
- 旦那が留守中に不審者に犯される人妻、娘も犯され処女喪失（3月24日、青空ソフト）他出演:今井真由美、二階堂ゆり、葉山めい
- パパとりかえっこお泊まり会 父娘スワップの夜（4月28日、FIRST STAR）共演:矢澤美々
- 狙われた調教ペット Aカップみあちゃんと輪姦凌辱（4月28日、MERCURY）※「みあ」名義
- 添い寝リフレのローターオプションでこっそり86倍のビッグバンローターを使ってJKを失神させて心ゆくまでセックスして来た（5月3日、サディスティックヴィレッジ）共演:大原すず、いろはめる、篠崎みお、山地せな
- お金の為だと割り切って友達だけどSEXして下さい!! JK編 vol.4（5月5日、DOC）他出演:今永亜美、今宮いずみ、星野柚季、天音セーラ、宮瀬ゆりえ、水川ひなこ
- マジックミラー号 10代女子限定! はじめての拘束おもちゃ体験で入学したての無垢な女子大生 10人激イキ! 6本番成功! 勝手にお漏らしちゃった子3人… in御茶ノ水（5月18日、SODクリエイト）※「さえ」名義　他出演:ともこ、さやか、しほ、あけみ、ゆうな、れな、しおん、まな、りさ
- 羞恥! 彼氏連れ素人娘をマシンバイブでこっそり攻めまくれ! 12 素人VSマシンバイブ 激安居酒屋にマジックミラー特設スタジオを設置 春の新入女子大生・女子社員、フレッシュオマ○コいただきます編（5月18日、サディスティックヴィレッジ）※「みあ」名義　他出演:める、みお、なな、すず
- 神待ち家出少女を助けまくって10人の神様に君臨した僕（6月1日、MOODYZ）共演:麻里梨夏、北川ゆず、跡美しゅり、矢澤美々、あず希、長澤ルナ、咲良つむぎ、七海ゆあ、星咲伶美
- 東京のお嬢様学校の女子校生を下校中にストーキング!そして、ママやパパにバレないように自宅侵入！未開発のキツマンにどっぷり中出しレ○プ!（6月1日、サディスティックヴィレッジ）他出演:篠崎みお、山地せな、いろはめる
- あどけなさ残る美少女と、ぬくもり感じる胸キュンSEX（6月1日、S-Cute）他出演:小泉麻里、心花ゆら、河北はるな、小池奈央、涼海みさ
- こんな野外で?!顔射後も止めない突然の笑顔しゃぶりで連続2回おねだり女子高生（7月6日、ナチュラルハイ）他出演:星咲伶美、江奈るり、あず希、心花ゆら ほか
- 学校の帰りにエロプリしているJ○にガチ交渉! スケベな事しか考えていないならエッチな事させてください! 7（7月7日、DOC）※「ひろみ」名義　他出演:はるな、めぐ、あこ、さき、れな、ゆり、つばさ、あおい、りな
- 清純な彼女のエッチな好奇心（7月13日、S-Cute）他出演:北川ゆず、逢月はるな、唯川希、篠宮玲奈、河北はるな
- 即即! 野外援交なら中出しOK娘（7月20日、ナチュラルハイ）他出演:あやね遥菜、かなで自由
- 新宿で見つけたミニマムで無垢なお嬢さんに18cmメガチ○ポを素股してもらったらこんなヤラしい事になりました。（7月20日、アイエナジー）※「みあ」名義　他出演:みみ、ちほ、さゆり、ゆり
- 娘と家庭教師の女を媚薬発情させ近親&レズ3PでW中出しセックス 2（7月21日、DOC）共演:青山はな　他出演:紗々原ゆり、橋下まこ
- 「私、彼氏を裏切ってお義父さんに子作り許しました」 ゲス寝取られ! 最愛の彼女が、絶望する相手と隠れてラブラブ中出ししまくってた!（７月26日、新セカイ）
- フレッシュネスメルピュア ピュアヒーリング 快楽闇堕ち地獄（7月28日、GIGA）
- 放課後少女（7月30日、KIプランニング）※「麦野こはる」名義
- 貧乳専門ロリっ娘ソープ（8月1日、アイエナジー）他出演:苑田あゆり、高城ちほ、来栖らいち、矢澤美々
- 発掘!看板娘 ノリが良すぎる親友同士の女子校生と制服着せたままハメ撮り&逆3P あまりにもエロカワで良い子ちゃんなのでそのまま撮影を口説いて乱交しちゃった一部始終（8月7日、kawaii*）※「みあ」名義　共演:みみ
- 『双頭バイブ』母娘中出し痴漢（8月7日、アパッチ）共演:二階堂ゆり　他出演:篠崎みお、有沢りさ、葵千恵 ほか
- AV半外半中出しデビュー（8月25日、豊彦）※「成宮純菜」名義
- 神のおち○ちんを持つ男 妹の友達の家に行く（9月1日、ZUKKON/BAKKON）共演:椎名そら、さくらみゆき、愛瀬美希、神波多一花、通野未帆、川村まや、泉ののか、笹倉杏、小枝成実　※AV OPEN 2017 企画部門エントリー作品

### イメージDVD
- Kurumi ココロ、カラダ、キュッと…・水樹くるみ（2016年12月1日、REbecca）